# Ana Flávia Azinheira
Ana Flávia Azinheira est une basketteuse et femme politique mozambicaine née le 8 février 1977 à Maputo.

## Carrière sportive
Elle fait partie de l'équipe du Mozambique de basket-ball féminin avec laquelle elle participe aux championnats d'Afrique de basket-ball féminin 2009,2011, 2013 et au championnat du monde 2014,.
En club :
- 2013-2014 : I.S. APolitechnica

## Carrière politique
Elle est vice-ministre de la Jeunesse et des Sports.

## Palmarès
- Médaille d'argent du Championnat d'Afrique de basket-ball féminin 2013